# Ricoh 2A03

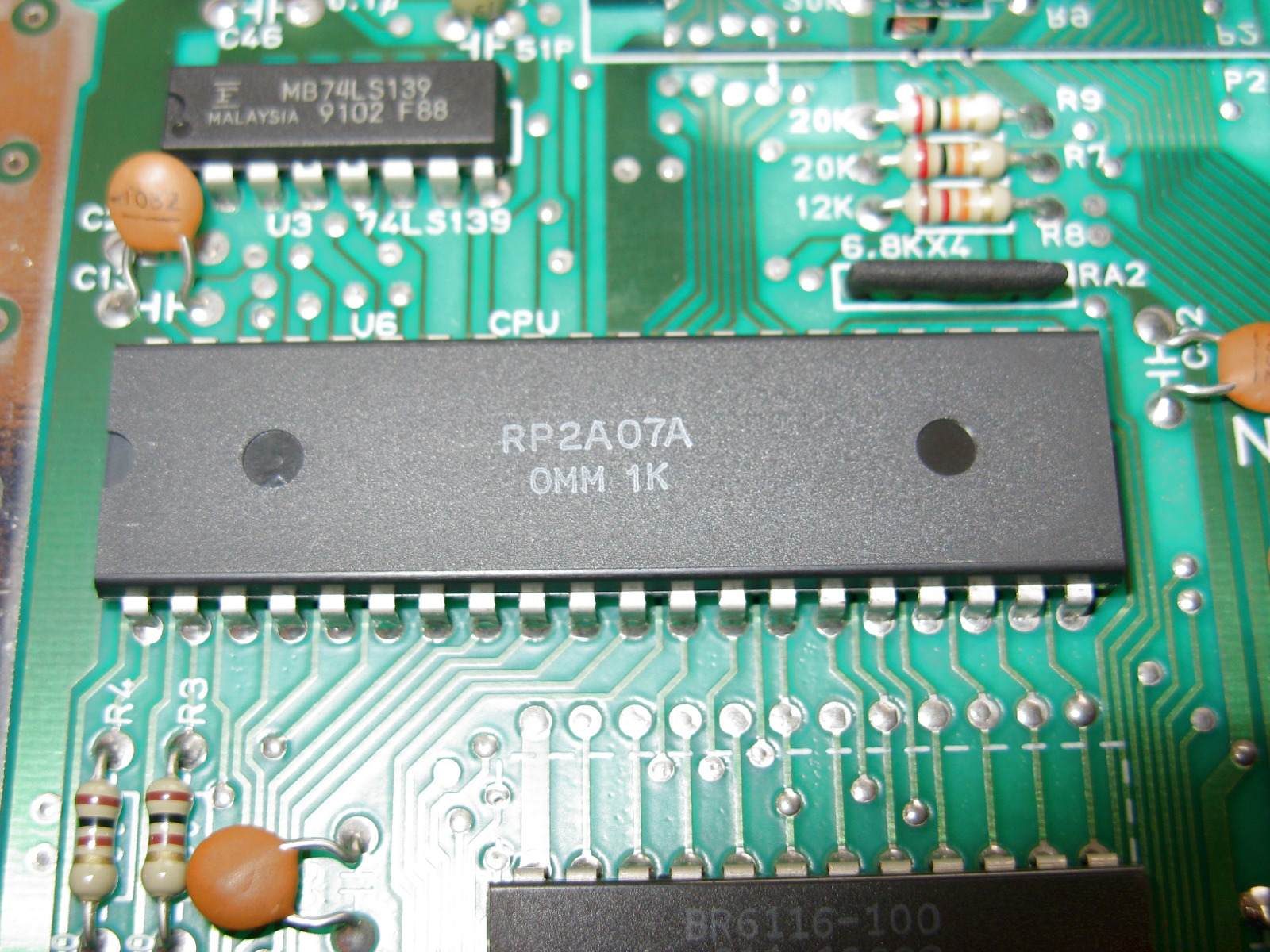
Il Ricoh 2A07, versione PAL della CPU 2A03 (NTSC), utilizzata sulle console Nintendo Entertainment System.

Il Ricoh 2A03, o RP2A03 è un microprocessore ad 8 bit prodotto da Ricoh utilizzato come CPU nella console Nintendo Entertainment System. Deriva dal MOS 6502, da cui si differenzia per l'assenza della logica di calcolo BCD e per l'avere 22 registri di I/O mappati in memoria che controllano i generatori sonori, l'accesso diretto alla memoria e le periferiche di gioco della console.
Il chip è stato prodotto in 2 versioni: la 2A03, con frequenza di 1,77 MHz, per le console con segnale video NTSC e la 2A07 per le console PAL, con frequenza di 1,69 MHz.